# Glenognatha chamberlini
Glenognatha chamberlini là một loài nhện trong họ Tetragnathidae.
Loài này thuộc chi Glenognatha. Glenognatha chamberlini được miêu tả năm 1942 bởi Berland.